# Harlösa socken
Harlösa socken i Skåne ingick i Frosta härad, ingår sedan 1971 i Eslövs kommun och motsvarar från 2016 Harlösa distrikt.
Socknens areal är 31,95 kvadratkilometer varav 31,83 land. År 2000 fanns här 1 165 invånare. Hjularöds slott samt tätorten Harlösa med sockenkyrkan Harlösa kyrka ligger i socknen. 

## Administrativ historik
Socknen har medeltida ursprung. 
Vid kommunreformen 1862 övergick socknens ansvar för de kyrkliga frågorna till Harlösa församling och för de borgerliga frågorna bildades Harlösa landskommun. Landskommunen uppgick 1952 i Löberöds landskommun som 1971 uppgick i Eslövs kommun. Församlingen uppgick 2006 i Löberöds församling.
1 januari 2016 inrättades distriktet Harlösa, med samma omfattning som församlingen hade 1999/2000.
Socknen har tillhört län, fögderier, tingslag och domsagor enligt vad som beskrivs i artikeln Frosta härad. De indelta soldaterna tillhörde Södra skånska infanteriregementet, Färs kompani och Skånska dragonregementet, Torna skvadron, Sallerups kompani.

## Geografi
Harlösa socken ligger öster om Lund med Vombsjön i sydost och Kävlingeån i söder. Socknen är en odlad slättbygd med inslag av lövskog.

## Fornlämningar
Från stenåldern är lösfynd och minst 30 boplatser funna. Dessutom finns gravhögar från bronsåldern och ett gravfält från järnåldern. 

## Namnet
Namnet skrevs omkring 1200 Harthlöse och kommer från kyrkbyn. Efterleden innehåller lösa, 'glänta; äng'. Förleden innehåller troligen adjektivet harth, 'hård' syftande på styv jordmån.